# Xã Reddish, Quận Lewis, Missouri
Xã Reddish (tiếng Anh: Reddish Township) là một xã thuộc quận Lewis, tiểu bang Missouri, Hoa Kỳ. Năm 2010, dân số của xã này là 234 người.